# Przewodów
Przewodów (ukrajinsky Переводів) je vesnice v Polsku ležící v Lublinském vojvodství, v okrese Hrubieszów, v gmině Dołhobyczów, asi sedm kilometrů od hranice s Ukrajinou.
V letech 1975–1998 ves administrativně náležela do Zámostského vojvodství. Jde o starostenství obce Dołhobyczów. Podle sčítání lidu v březnu 2011 měla 530 obyvatel a byla tak druhou největší součástí Dołhobyczówa.

## Dějiny
Przewodów ležel ve starobylém polském okrese belzském. V roce 1403 byla vesnice součástí latinské farnosti Rzeplin, patřila tehdy Benediktu (Radzanowskému?) z Przewodowa a Wasylowa. Roku 1435 ves od Radzanowských zakoupil belzský kastelán (tj. zemský úředník) Jan Magier (Magiera). Ve druhé polovině 15. století přešlo vlastnictví na Andrzeje Magiera a v roce 1554 dědička Zofia Secygniowská rozená Magier (dcera Mikołaje) prodala Przewodów Andrzeji Dembowskému, tehdejšímu starostovi Hrubieszówa. V roce 1564 zde bylo 8 lánů (134,4 ha) orné půdy. V roce 1880 bylo ve vsi 120 domů a 682 obyvatel, z toho několik desítek katolíků. Při sčítání lidu z roku 1921 (tehdy byl Przewodów součástí sokalského okresu lvovského vojvodství) zde bylo 140 domů a 737 obyvatel, z toho 34 Židů a 658 Ukrajinců.

## Incident z 15. listopadu 2022
Odpoledne 15. listopadu 2022 přibližně v 15:35 došlo v areálu místní sušárny obilí k výbuchu, který měl za následek smrt dvou lidí – brigádníka a zemědělce, který na místo dovezl kukuřici. Pravděpodobnou příčinou výbuchu byl dopad jedné nebo několika raket ruského původu v souvislosti s probíhající ruskou invazí na Ukrajinu. Dle amerického prezidenta Joe Bidena je podle předběžných zjištění nepravděpodobné, že by střela byla vystřelena z ruského území. Podle agentury Associated Press tři nejmenovaní američtí představitelé uvedli, že střela, která dopadla v Przewodówě, mohla být vystřelena ukrajinskou protivzdušnou obranou na ruskou střelu. Toto tvrzení bylo později potvrzeno polským prezidentem Andrzejem Dudou a generálním tajemníkem NATO Jensem Stoltenbergem.